# Batalha de Garigliano
A Batalha de Garigliano foi travada no ano de 915 entre as forças cristãs e os sarracenos. O Papa João X pessoalmente liderou as forças cristãs na batalha. O objetivo era destruir a fortaleza árabe no rio Garigliano, que ameaçava o centro da Itália e os arredores de Roma há quase 30 anos.

## Batalha
A primeira ação aconteceu no norte do Lácio, onde pequenos grupos de devastadores foram surpreendidos e destruídos. Os cristãos conseguiram mais duas vitórias importantes no Campo Baccano, na Via Cássia, e na área de Tivoli e Vicovaro. Depois dessas derrotas, os muçulmanos que ocupavam Narni e outros redutos voltaram para o principal reduto sarraceno no Garigliano: esta foi uma base fortificada (Cairuão) cujo lugar, no entanto, ainda não foi identificado com certeza. O sítio durou por três meses, de junho a agosto.
Depois de serem expulsos do campo fortificado, os Fatímidas se retiraram às colinas próximas. Lá, eles resistiram diversos ataques liderados por Alberico e Landulfo. Porém, desprovidos de comida e notando que sua situação estava tornando-se desesperadora, em agosto eles tentaram uma saída para alcançar a costa e escapar do Emirado de Sicília. De acordo com as crônicas, todos foram capturados e executados.

## Consequências
Seguindo a vitória, os bizantinos, como a força mais importante durante a batalha, tornaram-se o poder dominante do sul da Itália.